# Кренкель Ернст Теодорович
Ернст Теодо́рович Кре́нкель (нім. Ernst Theodorowitsch Krenkel, рос. Эрнст Теодорович Кренкель;; 11 (24) грудня 1903, Білосток — 8 грудня 1971, Москва, СРСР) — радянський полярний дослідник, професійний радист, доктор географічних наук (1938). Герой Радянського Союзу (1938).
У 1930 році встановив світовий рекорд радіозв'язку на короткіх хвилях.
Учасник арктичної експедиції на дрейфуючій полярній станції «Північний полюс-1» під керівництвом Івана Папаніна.

## Життєпис
Народився 9 (24) грудня 1903 в місті Білосток Гродненської губернії Російської імперії (нині — адміністративний центр Підляського воєводства Польщі) в родині інспектора комерційного училища. Німець.
У 1910 році разом з родиною переїздить до Москви. Навчався в приватній гімназії при швейцарській реформатській церкві. З початком Першої світової війни полишив навчання, працював різноробом, пакувальником посилок, розклійником афіш, помічником електромонтера. У 1921 році з відзнакою закінчив однорічні курси радіотелеграфістів у Москві, працював на Люберецькій приймальній радіостанції.
У 1924—1925 роках як радист брав участь у роботі першої радянської полярної обсерваторії на Маточкин Шар (Нова Земля). У 1925 році призваний до лав РСЧА, проходив службу радистом радіотелеграфічного батальйону (м. Владимир). У листопаді 1926 року демобілізувався. Не знайшовши роботи за спеціальністю, почав займатись короткохвильовим радіоаматорством.
З 1927 року — знов радист радянської полярної обсерваторії на Маточкиному Шарі, під час зимування 1927—1928 років вперше в історії провів наддалекі сеанси радіозв'язку на коротких хвилях. У 1928 році — радист гідрографічного судна «Таймир», на якому провів тривалу експедицію в Баренцевому морі.
З кінця 1928 року — співробітник Центрального науково-дослідницького інституту зв'язку. Учасник численних арктичних експедицій: на криголамному пароплаві «Георгій Сєдов» (1929), зимування на полярній станції Бухта Тиха в архіпелазі Земля Франца-Йосифа (1929—1930), на німецькому дирижаблі «Граф Цепелін» (1931), на пароплаві «Сибіряков» (1932), на радянському дирижаблі «В-3» (1933), на пароплаві «Челюскін» (1933—1934). Після загибелі корабля забезпечував радіозв'язком крижаний табір Отто Шмідта з материком. Позивний радіостанції «Челюскіна» RAEM згодом був закріплений за Е. Кренкелем як його особистий радіоаматорський позивний. Протягом 1935—1936 років — начальник полярних станцій Мис Олов'яний і Острів Домашній в архіпелазі Північна Земля.
З 21 травня 1937 по 19 лютого 1938 року як радист спільно з Іваном Папаніним, Єфгеном Федоровим і Петром Ширшовим брав участь у дрейфі першої радянської дрейфуючої станції «Північний полюс-1».
З 1938 року — начальник управління полярних станцій Головпівнморшляху. В роки німецько-радянської війни виконував важливі доручення керівництва Головпівнморшляху: керував евакуацією дітей полярників з Москви, брав участь у переводі Арктичного інституту та інших підрозділів Головпівнморшляху з оточеного Ленінграда.
У 1948 році був раптово знятий з посади. Після кількамісячного безробіття був призначений директором Московського радіозаводу.
З 1951 року й до кінця життя працював у НДІ гідрометеорологічного приладобудування: завідувач лабораторією, завідувач відділом, а з 1969 року — директор інституту. У 1968—1969 роках очолював похід науково-дослідницького судна «Професор Зубов» до Антарктиди.
Також проводив значну громадсько-політичну діяльність: очолював Федерацію радіоспорту СРСР, очолював Всесоюзне філателістичне товариство, обирався депутатом Верховної Ради СРСР 1-го скликання (1937—1946).
Мешкав у Москві, де й помер 8 грудня 1971 року. Похований на Новодівочому цвинтарі.

## Радист
У 1933—1934 роках Кренкель працював радистом на пароплаві «Челюскін». Після загибелі «Челюскіна» 13 лютого 1934 Кренкель забезпечував радіозв'язок льодового табору О. Ю. Шмідта з материком. Позивний радіостанції «Челюскіна» RAEM у серпні 1934 року був закріплений за Кренкелем як особистий радіоаматорський позивний.

## Нагороди і почесні звання

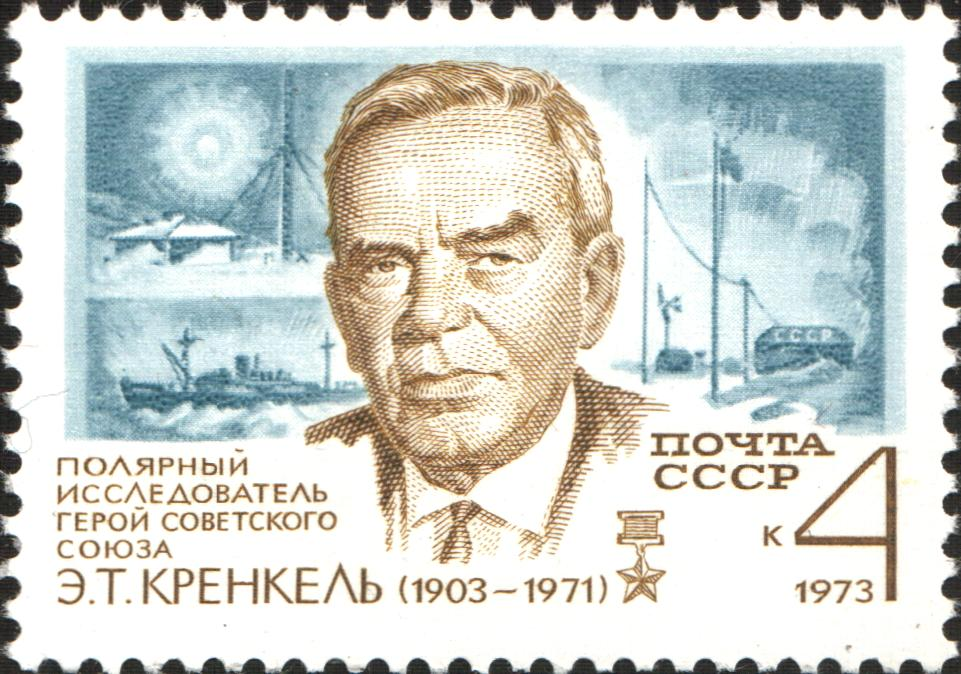
Поштова марка СРСР до 70-річчя від народження Е. Кренкеля (1973).

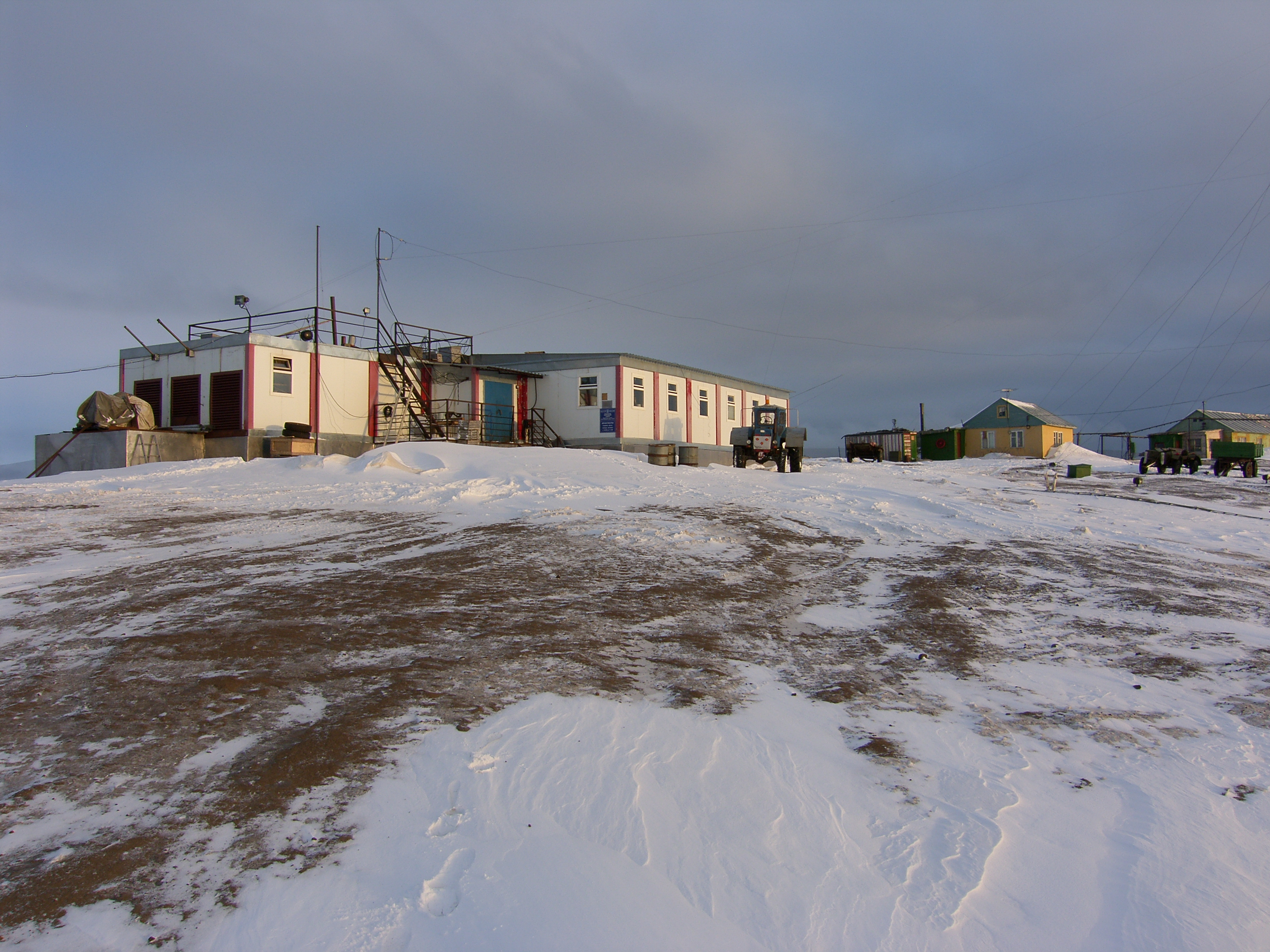
Геофізична полярна обсерваторія імені Е. Кренкеля на острові Гейса.

- Медаль «Золота Зірка» Героя Радянського Союзу (22.03.1938, № 73);
- два ордени Леніна (27.06.1937, 22.03.1938);
- орден Трудового Червоного Прапора (1932);
- два ордени Червоної Зірки (1934, …);
- медалі;
- Почесний радист СРСР (1946).
- Почесна нагорода «DX Hall of Fame» (14.02.1974, посмертно) за видатний внесок у міжнародне радіоаматорську рух (радіоаматорський журнал «CQ»)[3].

## Твори
- Кренкель Э. Четыре товарища. — М.: Художественная литература, 1940.[4]
- Кренкель Э. Т. RAEM — мои позывные. — М.: Советская Россия, 1973 [Архівовано 10 листопада 2014 у Wayback Machine.].

## Пам'ять
Ім'ям Ернста Кренкеля названо:
- затоку в морі Лаптєвих поблизу острова Комсомолець (Північна Земля);
- геофізична полярна обсерваторія на острові Гейса (Земля Франца-Йосифа);
- Центральний радіоклуб в Москві;
- музей радіо і радіоаматорства в Москві;
- науково-дослідницьке морське судно Гідрометеослужби;
- вулиці в містах Росії (Москва, Єкатеринбург, Рославль), України (Донецьк, Одеса, Маріуполь, Первомайськ, Кривий Ріг ) й Узбекистану (Самарканд).
- У 1972 році Федерація радіоспорту СРСР заснувала радіоаматорський диплом RAEM (особистий радіоаматорський позивний Кренкеля). Кількість набраних очок (68) дорівнює неповній кількості років життя Кренкеля[5][6].